# Деркул (притока Сіверського Дінця)
Де́ркул (рос. Деркул) — річка в Україні (в межах Старобільського та Щастинського районів Луганської області) та Росії (в межах Ростовської області). Ліва притока Сіверського Дінця (басейн Дону).

## Опис
Довжина 165 км, площа водозбірного басейну 5180 км². Долина асиметрична, завширшки від 2 до 5 км. Правий схил крутий, високий (60—70 м), лівий — пологий. Річище звивисте, завширшки від 10 м (у верхів'ї) до 30 м (у пониззі), завглибшки відповідно 0,5 м та 1—1,3 м. Похил річки 0,6 м/км. Використовується на зрошення та господарські потреби.

## Розташування
Бере початок на північно-західній стороні від села Просяне, на південних схилах Середньоруської височини. Тече на південь і південний схід. Впадає до Сіверського Дінця біля східної околиці села Новокиївки.
Деркул упродовж багатьох кілометрів становить природний кордон між Україною та Росією.

## Заповідні об'єкти та біостанція
У його нижній течії, в Станично-Луганському районі розташований іхтіологічний заказник «Деркульський», а біля гирла, в куту між Деркулом та Дінцем — ландшафтний заказник «Шарів Кут».
На території заказника «Деркульський», приблизно посередині між селами Сизе і Болотене з півдня та с. Колесниківка з півночі, на боровій терасі правого берега Деркулу розташована біостанція Луганського національного університету «Ново-Іллєнко».

## Притоки
Ліві: Балка Просяний Яр, Біла, Лізна, Журавка, Дубовець, Балка Солоний Яр, Повна, Балка Крута, Прогній, Балка Токмачіва.
Праві: Бишкінь, Яр Третяків, Балка Великий Яр, Чугинка, Герасимова, Балка Комишова.

## Населені пункти
Над річкою розташовані такі села, селища (від витоків до гирла): Марківка, Деркулове, Сичівка, Кризьке, Бондарівка, Курячівка, Гармашівка, Лимарівка, Кононівка, Біловодськ, Городнє, Третяківка, Данилівка, Попівка, Городище, Фроловка (Росія), Ноздрівка, Подгаєвка (Росія), Деркульське, Титовка (Росія), Олександрівка, Машликіно (Росія), Новорускій (Росія), Золотарівка, Красний Деркул, Ушаковка (Росія), Можаєвка (Росія), Гарасимівка, Булавіне, Маноцький (Росія).

## Галерея

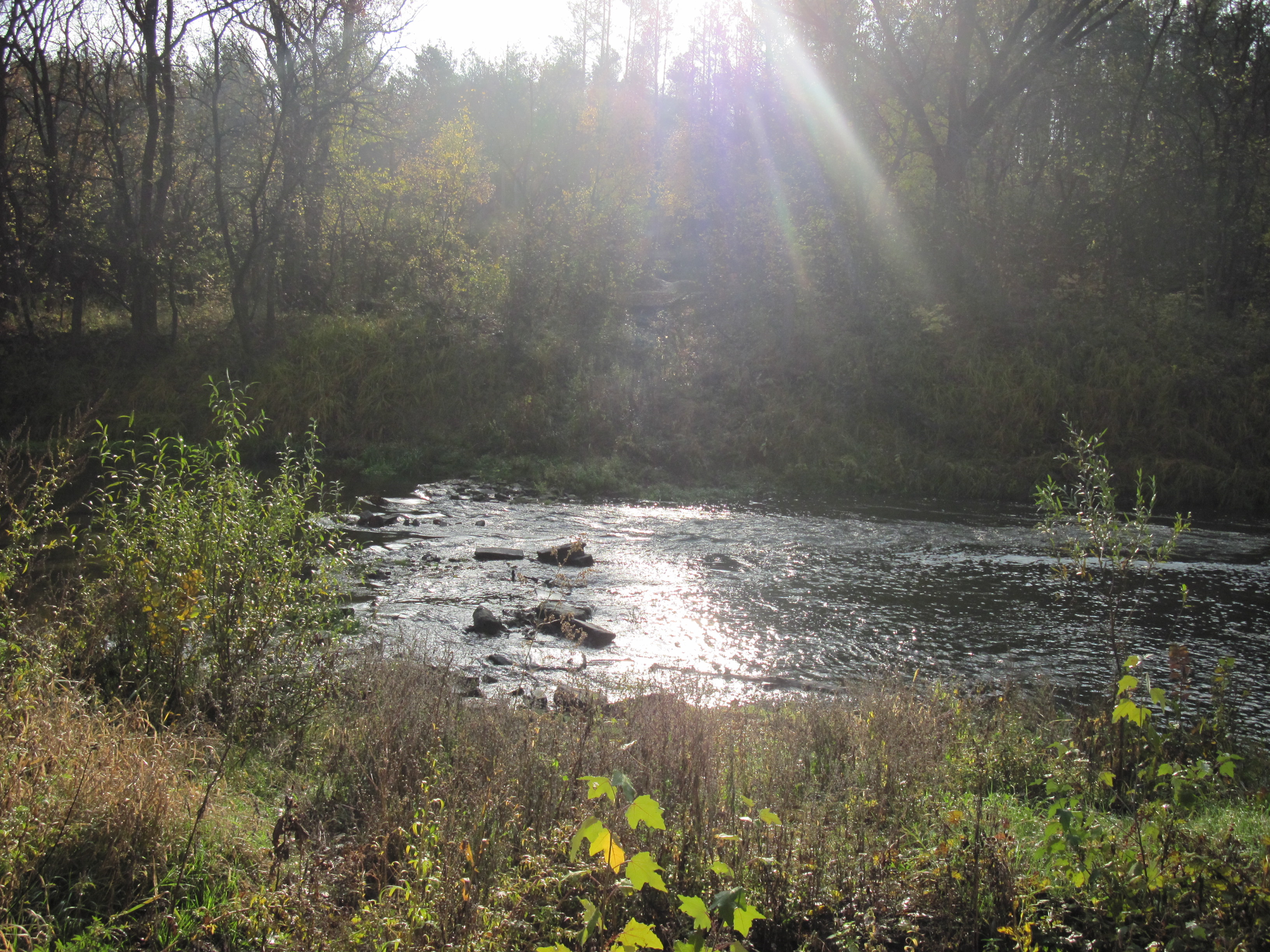
Річка Деркул поблизу біостанції Ново-Іллєнко
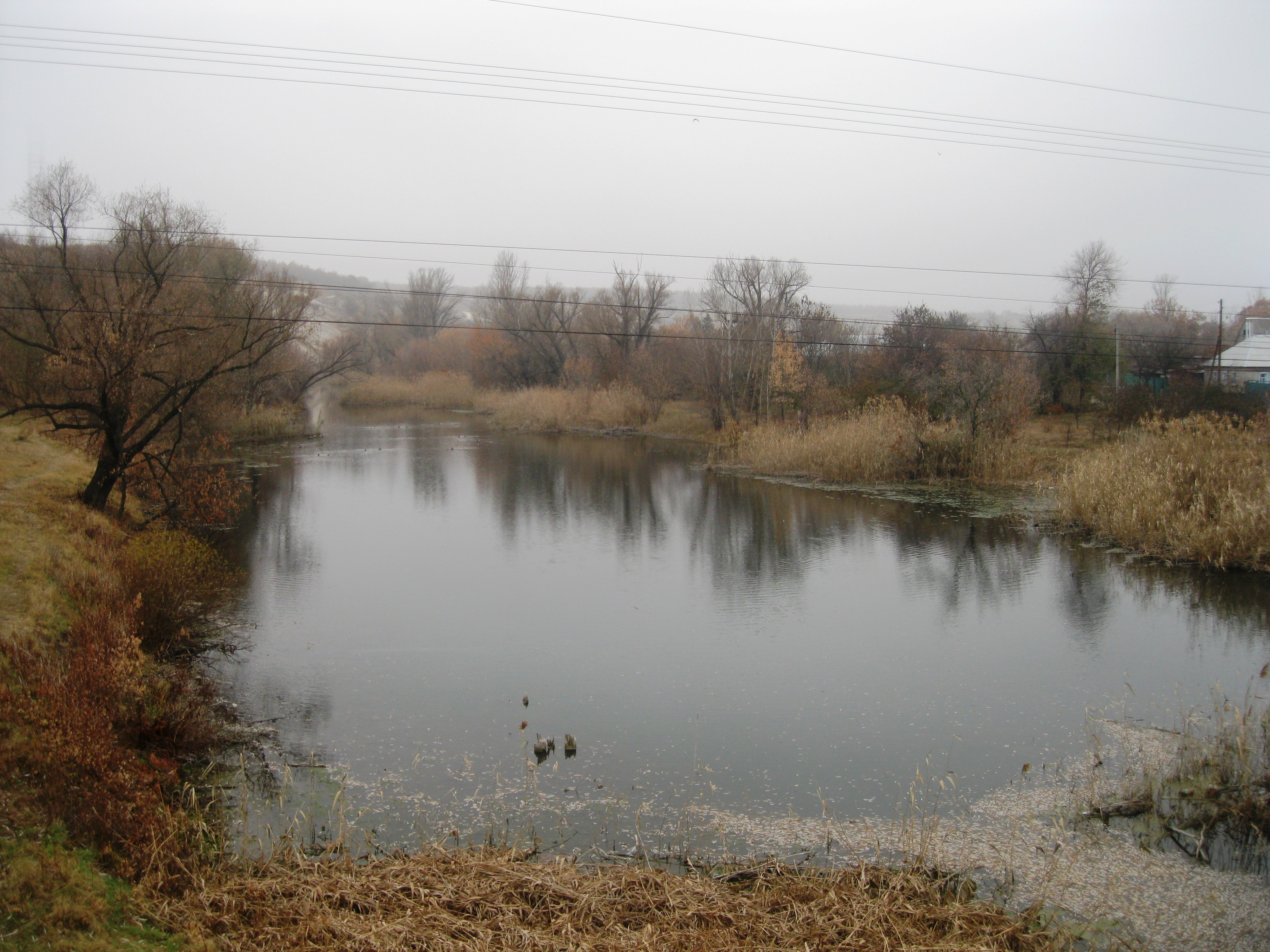
Деркул у Біловодську
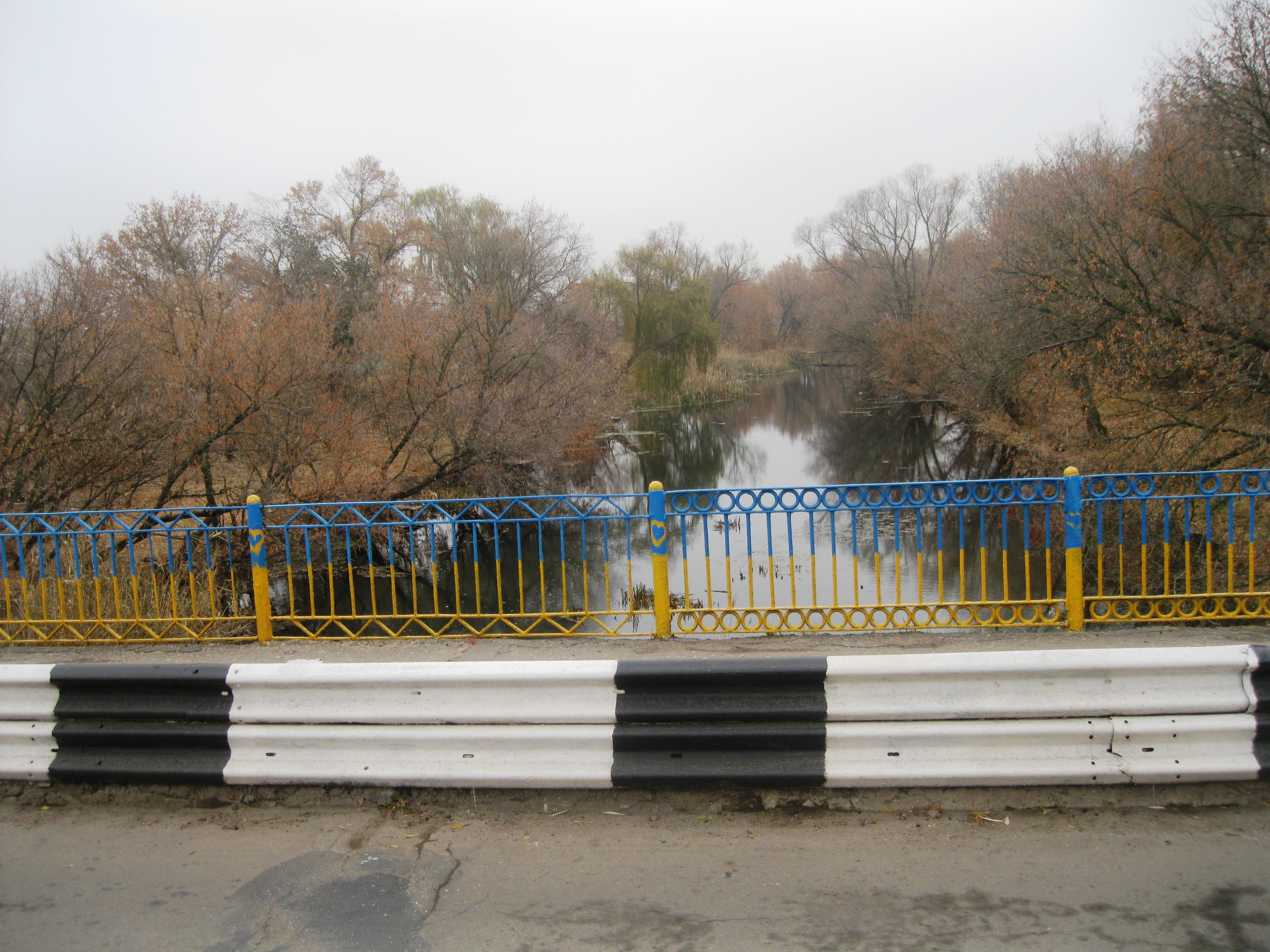
Деркул у Біловодську